# 菊地智敦
菊地 智敦（きくち とものぶ、1964年7月27日 - ）は、日本の音楽プロデューサー。

## 略歴
1991年よりEpic/Sony Recordsにてプロデューサー/ディレクター/A&Rとして矢野顕子、篠原涼子、the Shamrock、SPARKS GO GO、米光美保、東京パフォーマンスドール、Bluem of Youth、カゲユトモミなどを担当。1994年 Epic/Sony Records内に dohb discsを設立。TOMOVSKY、SUPERCARなどを輩出。2003年より株式会社ソイツァーミュージック、株式会社ソニー・ミュージックパブリッシングに所属。ゲームミュージックを中心に劇伴音楽制作。作品多数。2015年、音楽制作会社、株式会社ライトトラックスを設立。代表取締役。

### 映画音楽
- 地獄でなぜ悪い （2013年 園子温監督） /　音楽プロデュース
- TOKYO TRIBE （2014年 園子温監督）
- ラブ&ピース （2015年 園子温監督） /　音楽プロデュース
- リアル鬼ごっこ （2015年 園子温監督） /　音楽プロデュース
- みんな!エスパーだよ! （2015年 園子温監督） /　音楽プロデュース
- 園子温という生きもの　（2016年 大島新監督）　/　音楽プロデュース
- Madly　（2016年 園子温監督) /　音楽プロデュース
- 鎌倉にて （2016年 中田秀夫監督） /　音楽プロデュース
- 溺れるナイフ　（2016年11月 山戸結希監督） /　音楽プロデュース
- アンチポルノ　（2017年 園子温監督） /　音楽プロデュース
- ホワイトリリー　（2017年 中田秀夫監督） /　音楽プロデュース
- リベンジgirl　（2017年 三木康一郎監督） /　音楽プロデュース
- 21世紀の女の子　（2019年）/　音楽プロデュース（山戸監督作品分）
- ホットギミック（2019年公開 山戸結希監督） /　音楽協力プロデュース
- 殺人鬼を飼う女 （2019年 中田秀夫監督） /　音楽プロデュース
- エッシャー通りの赤いポスト（2020年　園子温監督） /　音楽プロデュース
- 青くて痛くて脆い　(2020年　狩山俊輔監督) /　音楽プロデュース
- レディ・トゥ・レディ　(2020年　藤澤浩和監督)  /　音楽プロデュース
- 食と真 狂おしく愛しいシェフたち　（2021年　齋藤俊道監督）/ ミュージックエディター
- 「PARALLEL」(2021年　田中大貴監督）  /　音楽プロデュース
- 「ミューズは溺れない」」(2021年　淺雄 望監督）  /　音楽プロデュース
- 「飛べない風船」(2021年　宮川博至監督）  /　音楽プロデュース
- 「“それ”がいる森」（2022年 中田秀夫監督） /　音楽プロデュース
- 「唄う六人の女」（2023年　石橋義正監督） /　音楽プロデュース
- 「コーポ・ア・コーポ」（2023年　仁同正明監督） /　音楽プロデュース
- 「バジーノイズ」（2024年　風間太樹監督） /　音楽プロデュース

### ドラマ劇伴
- NHK BSプレミアム「ママゴト」（2016年 中田秀夫監督）/　音楽プロデュース
- Amazonプライム・ビデオ「東京ヴァンパイアホテル」（2017年　園子温総監督）/音楽プロデュース
- Netflix「愛なき森で叫べ」（2019年　園子温監督）/音楽プロデュース
- BSテレ東「ナイルパーチの女子会」（2021年　瀧悠輔監督）/ミュージックエディター
- Amazonプライムビデオ「失恋めし」（2021年　大九明子監督）/ミュージックエディター
- Amazonプライムビデオ「ショート・プログラム」（2022年）/音楽プロデュース
- NHKプレミアムドラマ「家族だから愛したんじゃなくて、愛したのが家族だった」（2023年　大九明子監督）/ミュージックエディター
- MBSドラマ特区「彼女と彼氏の明るい未来」（2024年）/ミュージックエディター
- Hulu「まだゆめをみていたい」（2024年　瀬名亮監督） /　音楽プロデュース
- WOWOW連続ドラマW「災」（2025年　関友太郎監督・平瀬謙太朗監督） /　音楽プロデュース

### アニメーション
- BROTHERHOOD FINALFANTASY XV　 (2016年） /　音楽プロデュース
- しょうぐん天晴れェド！　（2020年） /　音楽プロデュース
- 「ツキウタ。」劇場版 RABBITS KINGDOM THE MOVIE　（2024年） /　音楽プロデュース

### ゲーム音楽
RightTracks　制作作品
- 人喰いの大鷲トリコ（2016）/　音楽プロデュース
- GRAVITY DAZE 2（2017）/　音楽プロデュース
- ファイナルファンタジー ブレイブエクスヴィアス  /  音楽制作
- リトルウィッチアカデミアVR ほうき星に願いを　（2020）　/　音楽プロデュース

### その他
- 「WARHOL KYOTO SESSIONS」(2022年） /　音楽プロデュース

### アルバム/シングル
RightTracks　制作作品
- 「CHRONICLE IV」　Ayasa (2016) /　音楽プロデュース
- 「CHRONICLE VIII」  Ayasa (2019) /　音楽プロデュース
- 「『聴十戯画』 けいちゃん（2022) /　音楽プロデュース

ディレクター/A&R作品
- 東京パフォーマンスドール
  - Cha-DANCE Party Vol.3（1991年11月21日）
  - Tokyo Romance - Cha-DANCE Party Vol.4（1992年7月8日）
  - CATCH YOUR BEAT!! - Cha-DANCE Party Vol.5（1992年12月2日）
  - MAKE IT TRUE 〜Cha-DANCE Party Vol.6（1993年6月23日）
  - SEVEN ON SEVEN 〜Cha-DANCE Party Vol.7（1993年11月10日）
  - NEVER STOP - Cha-DANCE Party Vol.9（1994年8月1日）
- 篠原涼子
  - Lady Generation 〜淑女の世代〜　1995年8月21日
- 米光美保
  - From My Heart　1994年12月12日　角松敏生プロデュース・オリコン最高49位
  - FOREVER　1995年10月21日　角松敏生プロデュース・オリコン最高66位
  - Better Than Travel　1997年10月22日
- Shamrock
  - CHEERS （1992年6月21日）
  - WAYOUT （1993年4月21日）
- Sparks Go Go
  - CIRCUS（1993.04.10）
  - EASY（1993.10.01）
  - 六根（1994.06.22）
  - DESERT（1995.11.22）
  - STONE（1995.12.13）
- 矢野顕子
  - ひとつだけ/the very best of 矢野顕子（1996年9月23日、Epic）
  - Oui Oui （1997年7月1日）
  - Go Girl （1999年8月4日）
  - Home Girl Journey （2000年11月1日）
- Tomovsky
  - NEGACHOV&POSICOV（1996年3月21日）
  - EXPO（1998年1月21日）
- Blume Of Youth
  - bloom of youth（1996年2月1日）
  - Target（1998年7月1日）

### その他音楽制作
- 東京マグニチュード8.0
- 南極料理人　（一部BGM）
- Aチャンネル　（テーマ曲　挿入曲）

### ゲーム音楽
SOY/SMP 制作
- PS2	GENJI	作曲：高梨康治
- PS2	ワンダと巨像	作曲：大谷幸
- PS2	GRAN TURISMO 4	作曲：T-SQUARE安藤正容、他　多数
- PS2	SIREN2	作曲：蓜島邦明
- PSP	サルゲッチュP!	作曲：寺田創一
- PS2	トロとなつやすみ	作曲：配島邦明
- PS3	GENJI2	作曲：高梨康治
- PS2	Tourist Trophy	作曲：多数
- PS2	ミリオンモンキーズ	作曲：寺田創一
- PSP	バイトヘル2000
- PS3	ぼくのなつやすみ3 -北国篇- 小さなボクの大草原	作曲：久保田光太郎
- PS2	WILD ARMS the 4th Detonator	作曲：なるけみちこ
- PS2	WILD ARMS the Vth Vanguard 	作曲：上松範康/甲田雅人
- PSP	WILD ARMS XF 作曲：Elements Garden（上松範康/藤田淳平/藤間仁/菊田大介）/甲田雅人
- PSP	サルゲッチュ サルサル大作戦	作曲：寺田創一
- PS3	THE EYE OF JUDGMENT	作曲：井上日徳
- PS3	FolksSoul	作曲：川井憲次
- PSP	ロコロコ	作曲：清水信之/足立賢明
- PS3	四季庭	作曲：柴田徹也
- PSP	ニッポンのあそこで	作曲：福富幸宏
- PS3	The Last Guy	作曲：sutudio　オアフ
- PS3	ココレッチョ	作曲：清水信之/足立賢明
- PS3	AFRIKA	作曲：鋒山亘
- PSP	ロコロコ2	作曲：清水信之/足立賢明
- PSP	ロコロコ ミッドナイトカーニバル	作曲：清水信之/足立賢明/
- PSP	遠隔操作	作曲：松ヶ下宏之
- PSP	ぼくのなつやすみ4 瀬戸内少年探偵団「ボクと秘密の地図」	テーマ曲制作
- PS3	箱庭空間	作曲：井内啓二
- PSP	GRAN TURISMO	作曲：多数
- PSP	THE EYE OF JUDGMENT	作曲：井上日徳
- PSP	みんなのスッキリ	作曲：sutudio　オアフ
- PS3	街スベリ	作曲：植田博之
- PS3	3Dフォトビュワー	作曲：柴田徹也
- PS3	白騎士物語　光と闇の覚醒	作曲：上松範康
- PSP	白騎士物語 -episode.portable- ドグマ・ウォーズ 作曲：上松範康
- PS3	Torne	作曲：多数
- PS3	フリフリ!サルゲッチュ	作曲：松ヶ下宏之
- PS3	GRAN TURISMO 5	作曲：多数
- PC	鬼武者Soul	作曲：高梨康治
- スマートフォン	ケイオスリングス	作曲：上松範康
- スマートフォン	ケイオスリングスΩ	作曲：上松範康
- スマートフォン	ケイオスリングス2	作曲：上松範康
- スマートフォン	星葬ドラグニル	作曲：なるけみちこ 　藤田淳平
- PSP	ダンボール戦機	作曲：上松範康　　藤田淳平
- DS	RIZ-ZOAWD	作曲：なるけみちこ
- 3DS	GUILD1　「解放少女」	作曲：上松範康　他
- PS3	バイオハザード アウトブレイク	作曲：松本晃彦
- PS3	バイオハザード5	オーケストレーション：鋒山亘
- PSP	モンスターハンター2	作曲：甲田雅人　大谷幸　百石元
- PSP	モンスターハンター3	ミックスコーディネーション
- PS3	パペッティア	作曲：Patrick Doyle
- PS Vita	GRAVITY DAZE	作曲：田中公平
- PS Vita	SOUL SACRIFICE	作曲：光田康典　鋒山亘
- CD	ゼノギアスサントラ	作曲：光田康典
- スマートフォン	ファイナルファンタジー ブレイブエクスヴィアス	作曲：上松範康

## 記事寄稿・インタビューなど
- サウンド＆レコーディング・マガジン 2003年12月号
ビートルズ『レット・イット・ビー...ネイキッド』
- サウンド＆レコーディング・マガジン 2008年9月号
プロダクション・レポート：『AFRIKA』
- サウンド＆レコーディング・マガジン 2009年10月号
巻頭特集：ザ・ビートルズ2009年版リマスターの全容！
- 大人のロック 2010年冬号 「ここが変わった リマスター盤の魅力」
- ザ・ビートルズ全曲バイブル（監修） - 日経BP社
- ザ・ビートルズ レコーディング・セッションズ完全版（用語解説）

## 海外レコーディング実績
- http://www.scoringsessions.com/sessions/29775/
- http://www.scoringsessions.com/news/145/